# Ayr (Nebraska)
Ayr – wieś w Stanach Zjednoczonych, w stanie Nebraska, w hrabstwie Adams.